# リミッツ・オブ・コントロール
『リミッツ・オブ・コントロール』（原題: The Limits of Control）は、2009年のアメリカ映画。

## ストーリー
"孤独な男"というコードネームを持つある殺し屋は、互いに本名を明かさぬまま仲間たちと接触し、ある指令を果たすべく、スペイン中を巡りながら任務を果たそうとしていた。

## キャスト
※括弧内は日本語吹替
- 孤独な男: イザック・ド・バンコレ（斎藤志郎）
- クレオール人: アレックス・デスカス（なし）
- フランス人: ジャン＝フランソワ・ステヴナン（辻親八）
- ウェイター: オスカル・ハエナダ（スペイン語版）（白石充）
- ヴァイオリン: ルイス・トサル（丸山壮史）
- ヌード: パス・デ・ラ・ウエルタ（宗川めぐみ）
- ブロンド: ティルダ・スウィントン（高島雅羅）
- モレキュール: 工藤夕貴（小林さやか）
- ギター: ジョン・ハート（側見民雄）
- メキシコ人: ガエル・ガルシア・ベルナル（浪川大輔）
- ドライバー: ヒアム・アッバス（なし）
- アメリカ人: ビル・マーレイ（小島敏彦）

## スタッフ
- 監督・脚本: ジム・ジャームッシュ
- 製作: ステイシー・スミス、グレッチェン・マッゴーワン
- 製作総指揮: ジョン・キリク
- 撮影監督: クリストファー・ドイル
- 編集: ジェイ・ラビノウィッツ
- 美術: エウヘニオ・カバイェーロ
- 音楽: BORIS
- 衣装: ビナ・デグレ
- キャスティング: エレン・ルイス